# Leonid Kajukow
Leonid Leontjewicz Kajukow (ros. Леонид Леонтьевич Каюков, ur. 11 czerwca 1938, zm. 28 kwietnia 2019 w Moskwie) – radziecki reżyser, animator, rysownik oraz ilustrator.

## Życiorys
W 1970 roku ukończył studia na Moskiewskim Instytucie poligraficznym, a w 1972 roku – kursy karykaturzystów czasopisma "Krokodił". W 1960-99 pracował w studiu Sojuzmultfilm najpierw jako animator, od 1972 roku – jako reżyser. Uczył animacji w Ałma-Acie, Kiszyniowie, Petersburgu, Dreźnie (Niemcy) oraz Moskwie. Od 2000 reżyser studia Bolszebnyj fonar. Ilustrator książek.

## Wybrana filmografia

### Animator
- 1965: Wowka w Trzydziewiętnym Carstwie
- 1967: Prorocy i lekcje
- 1968: Film, film, film
- 1970: Wilk i Zając (odcinek 2)
- 1972: Wilk i Zając (odcinek 5)
- 1972: Pasikonik
- 1973: Śladami muzykantów z Bremy
- 1973: Wasilijok
- 1973: Wilk i Zając (odcinek 7)
- 1977: Ostatni płatek

### Reżyser
- 1978: Prezent dla najsłabszego
- 1981: Strach ma wielkie oczy
- 1983: Latawiec na dachu

## Odznaczenia
- 2009: Order Przyjaźni[3]